# Houtteville
Houtteville est une ancienne commune française du département de la Manche et la région Normandie, devenue le 1er janvier 2016 une commune déléguée au sein de la commune nouvelle de Picauville.

## Géographie
| Beuzeville-la-Bastille                                                                           | Beuzeville-la-Bastille | Liesville-sur-Douve |
| Beuzeville-la-Bastille, Cretteville (sur quelques dizaines de mètres, comm. nouv. de Picauville) | Houtteville            | Appeville           |
| Coigny (comm. nouv. de Montsenelle)                                                              | Appeville              | Appeville           |

## Toponymie
Le nom de la localité est attesté sous la forme Hultivilla entre 1070 et 1082.
Le gentilé est Houttevillais.

## Histoire
La voie romaine de Portbail à Saint-Côme-du-Mont passait à Houteville où il fut découvert des antiquités celtes et romaines.
Selon une charte de Guillaume le Conquérant, Robert de Mortain donna, en 1077, la paroisse d'Houteville avec tous ses revenus et droits à l'abbaye Saint-Étienne de Caen. Geoffroy de Montbray († 1093), évêque de Coutances, fit de même pour l'église.
Le 1er janvier 2016, Houtteville intègre avec cinq autres communes la commune de Picauville créée sous le régime juridique des communes nouvelles instauré par la loi no 2010-1563 du 16 décembre 2010 de réforme des collectivités territoriales. Les communes d'Amfreville, Cretteville, Gourbesville, Houtteville, Picauville et Vindefontaine deviennent des communes déléguées et Picauville est le chef-lieu de la commune nouvelle reprenant le nom de son chef-lieu. Ces communes sont rejointes le 1er janvier 2017 par Les Moitiers-en-Bauptois.
Par décision du conseil de la commune nouvelle de Picauville, le statut de commune déléguée est supprimé à partir du 1er janvier 2022.

## Héraldique
| Blason de Houtteville | Blason  | Coupé de sable et d'or. |
| Blason de Houtteville | Détails |                         |

## Politique et administration

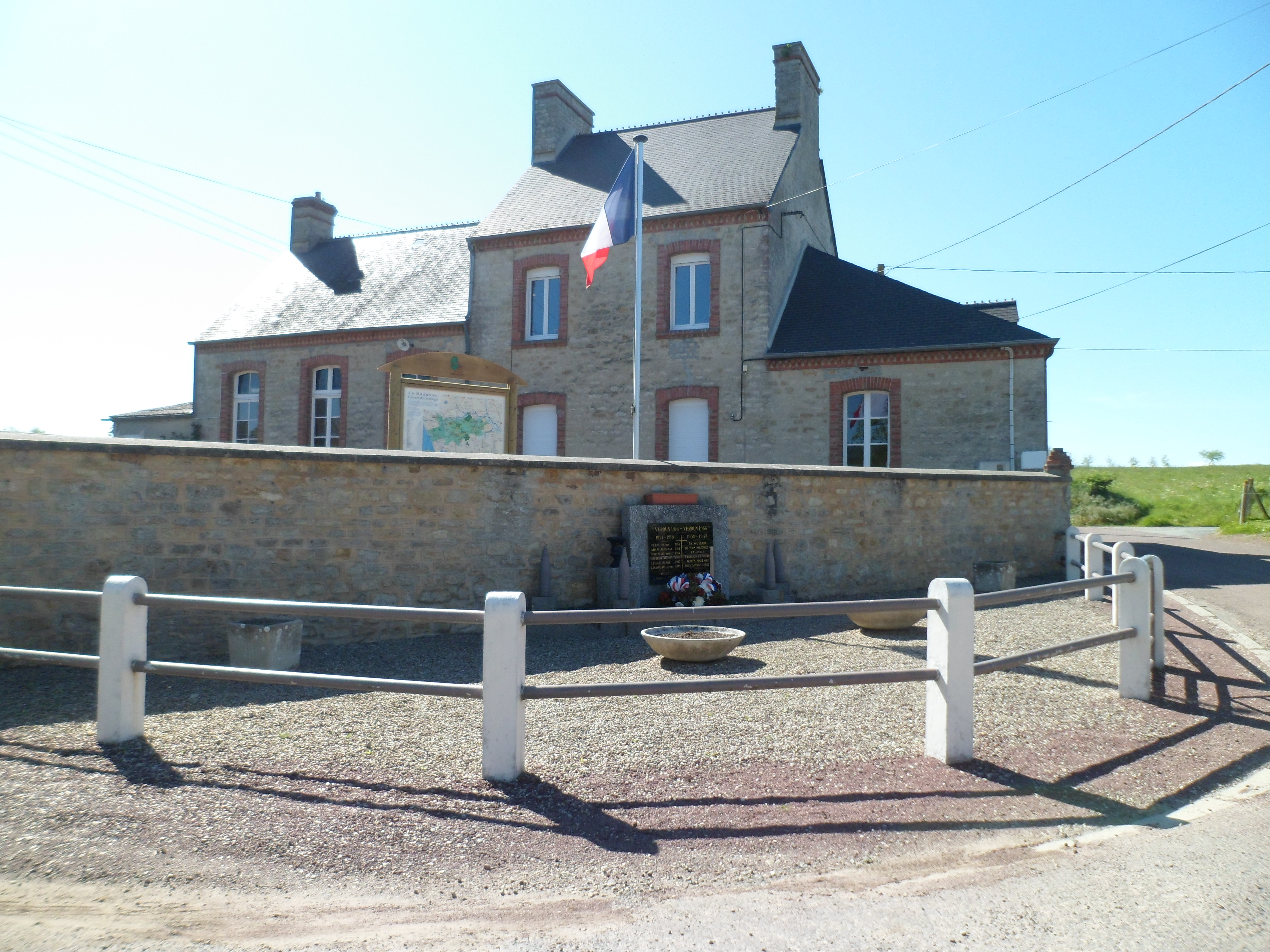
La mairie.

| Période                                                                                   | Période       | Identité                  | Étiquette | Qualité                                     |
| ----------------------------------------------------------------------------------------- | ------------- | ------------------------- | --------- | ------------------------------------------- |
| …1793                                                                                     | 1794…         | Jean Marais               |           |                                             |
|                                                                                           |               |                           |           |                                             |
| …1796                                                                                     | 1797          | Robert Jehenne            |           |                                             |
| 1797                                                                                      | 1816          | Jean Baptiste Adam        |           |                                             |
| 1816                                                                                      | 1819          | Robert Jehenne            |           |                                             |
| 1819                                                                                      | 1826          | Jean Baptiste Adam Parti= |           |                                             |
| 1826                                                                                      | 1835          | Victor Adam               |           |                                             |
| 1835                                                                                      | 1840          | Joseph Jehenne            |           |                                             |
| 1840                                                                                      | 1848          | Victor Adam               |           |                                             |
| 1848                                                                                      | 1864          | Jean Legigan              |           |                                             |
| 1864                                                                                      | 1874          | Maurice Luce              |           |                                             |
| 1874                                                                                      | 1876          | Joseph Jéhenne            |           |                                             |
| 1876                                                                                      | 1881          | Alphonse Jéhenne          |           |                                             |
| 1881                                                                                      | 1888          | Pascal Adam               |           |                                             |
| 1888                                                                                      | 1892          | Edmond Fautrat            |           |                                             |
| 1892                                                                                      | 1896          | Pascal Adam               |           |                                             |
| 1896                                                                                      | 1908          | Philippe Philippe         |           |                                             |
| 1908                                                                                      | 1913          | Victor Pillard            |           |                                             |
| 1913                                                                                      | 1925          | Philippe Philippe         |           |                                             |
| 1925                                                                                      | 1930          | Octave Fautrat            |           |                                             |
| 1930                                                                                      | 1947          | Jean-Baptiste Bertin      |           | Cultivateur, conseiller général (1945-1973) |
| 1947                                                                                      | 1950          | Maxime Vautier            |           |                                             |
| 1950                                                                                      | 1962          | Louis Hamelin             |           |                                             |
| 1962                                                                                      | 1975          | Jean-Baptiste Bertin      | Ind.      | Cultivateur, conseiller général (1945-1973) |
| 1975                                                                                      | 1977          | Bernard Pican             |           |                                             |
| 1977                                                                                      | 1983          | Armand David              |           |                                             |
| 1983                                                                                      | 1995          | Bernard Pican             |           |                                             |
| juin 1995                                                                                 | mars 2008     | Gisèle Henriette          | SE        |                                             |
| mars 2008                                                                                 | avril 2014    | Michèle Josset            | SE        | Employé commercial                          |
| avril 2014                                                                                | décembre 2015 | Bernard Josset            | SE        | Fonctionnaire                               |
| Une partie des données est issue de l'ouvrage "601 communes et lieux de vie de la Manche" |               |                           |           |                                             |

| Période      | Période       | Identité       | Étiquette | Qualité                     |
| ------------ | ------------- | -------------- | --------- | --------------------------- |
| janvier 2016 | mars 2020     | Bernard Josset |           | Maire de l'ancienne commune |
| mars 2020    | décembre 2021 | Hervé Marie    |           | Agriculteur                 |

## Démographie
En 2019, la commune comptait 70 habitants. Depuis 2004, les enquêtes de recensement dans les communes de moins de 10 000 habitants ont lieu tous les cinq ans (en 2008, 2013, 2018, etc. pour Houtteville) et les chiffres de population municipale légale des autres années sont des estimations.
| 1793 | 1800 | 1806 | 1821 | 1831 | 1836 | 1841 | 1846 | 1851 |
| ---- | ---- | ---- | ---- | ---- | ---- | ---- | ---- | ---- |
| 254  | 228  | 262  | 294  | 261  | 317  | 336  | 285  | 265  |

| 1856 | 1861 | 1866 | 1872 | 1876 | 1881 | 1886 | 1891 | 1896 |
| ---- | ---- | ---- | ---- | ---- | ---- | ---- | ---- | ---- |
| 245  | 228  | 251  | 233  | 231  | 219  | 197  | 200  | 178  |

| 1901 | 1906 | 1911 | 1921 | 1926 | 1931 | 1936 | 1946 | 1954 |
| ---- | ---- | ---- | ---- | ---- | ---- | ---- | ---- | ---- |
| 169  | 190  | 157  | 148  | 140  | 140  | 118  | 109  | 128  |

| 1962 | 1968 | 1975 | 1982 | 1990 | 1999 | 2008 | 2013 | 2018 |
| ---- | ---- | ---- | ---- | ---- | ---- | ---- | ---- | ---- |
| 138  | 121  | 125  | 96   | 78   | 81   | 94   | 84   | 72   |

| 2019 | - | - | - | - | - | - | - | - |
| ---- | - | - | - | - | - | - | - | - |
| 70   | - | - | - | - | - | - | - | - |

## Économie
La commune se situe dans la zone géographique des appellations d'origine protégée (AOP) Beurre d'Isigny et Crème d'Isigny.

## Lieux et monuments

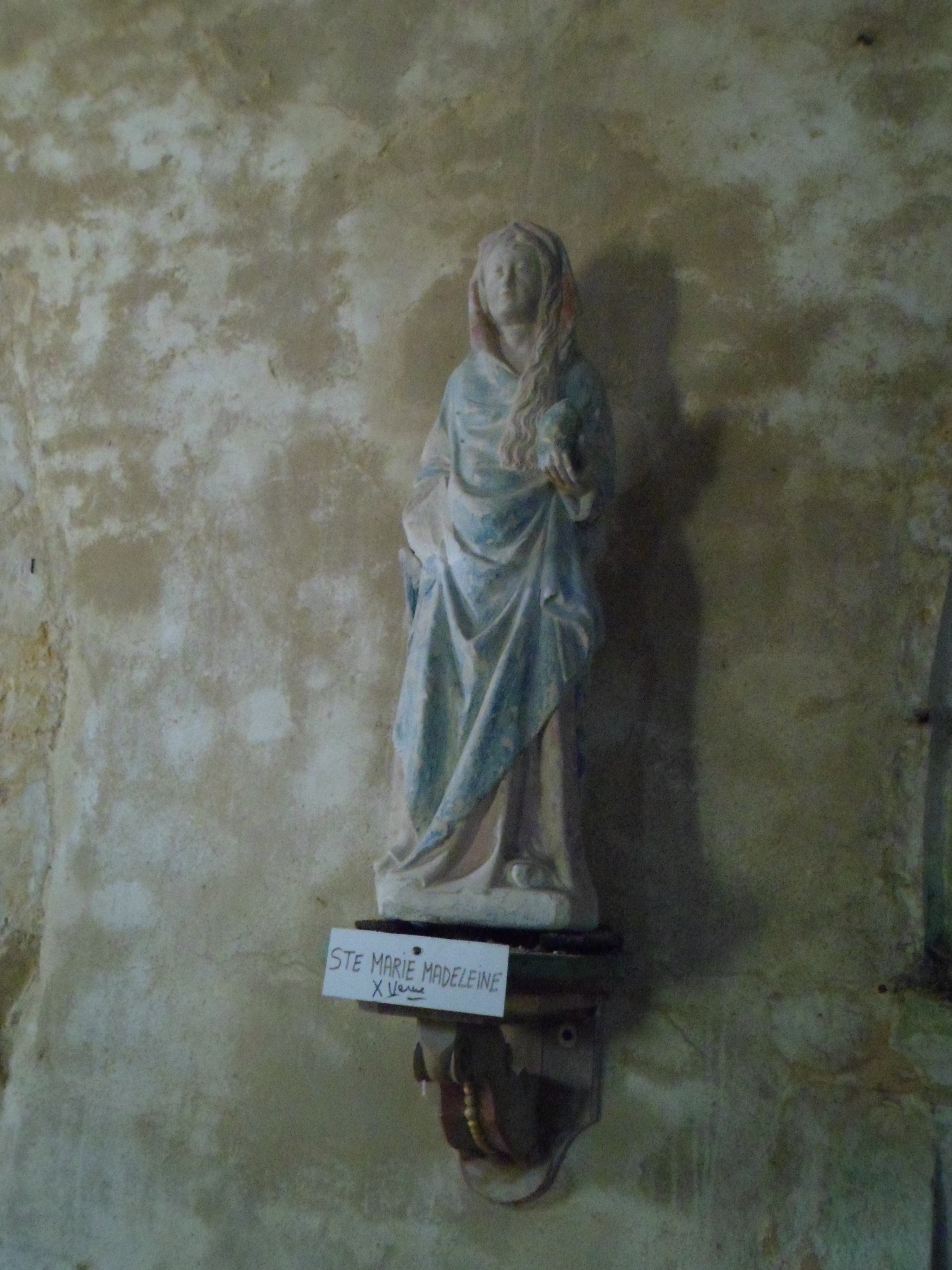
La statue de Marie-Madeleine.

- Église Saint-Jean-Baptiste ou Saint-Sébastien à double nef romane[12] des XIIe, XVe, XVIIIe – XXe siècles, avec croix de faitage du XIVe siècle, chœur, clocher du XVe siècle et cadran solaire sur un contrefort. Les travaux effectué en 1975, permirent de dégager deux arcades du XIIIe siècle. Elle abrite une statue de sainte Marie-Madeleine du XVe classée au titre objet en 1974 aux monuments historiques[13], maître-autel, chaire à prêcher et lutrin (XVIIIe), des fonts baptismaux (XVIIe), les statues de saint Jacques le Majeur (XVe), saint Sulpice (XVIe), saint Marcouf (XVIIe), un tableau le Baptême du Christ (XVIIIe), une verrière (XXe) de Henri Moulenc.
- Croix de cimetière (XIXe siècle).
- Calvaire avec un socle du XVIIe siècle.
- Le Manoir, ancien siège de la seigneurie d'Houtteville.
- Le Coudray.
- Le Breuil (XVIe – XVIIIe siècles).
- Anciens lavoirs dont celui de la Morvillerie.